# Adama Sawadogo
Adama Sawadogo (* 20. ledna 1990, Burkina Faso) je fotbalový brankář a reprezentant Burkiny Faso, který je v současné době hráčem gabonského klubu Missile FC.

## Klubová kariéra
Sawadogo hrál v Burkině Faso za klub ASFA Yennenga. V létě 2010 přestoupil do gabonského klubu Missile FC.

## Reprezentační kariéra
V seniorské reprezentaci Burkiny Faso debutoval v roce 2009.
Zúčastnil se Afrického poháru národů 2010 v Angole, kde Burkina Faso nepostoupila ze základní skupiny B. Byl také nominován na Africký pohár národů 2012 v Gabonu a Rovníkové Guineji. Burkina Faso skončila v základní skupině B na posledním čtvrtém místě bez zisku bodu. Na obou turnajích byl rezervním brankářem za Daoudou Diakitém.